# 北京歌剧舞剧院
北京歌剧舞剧院，原名北京歌舞团，是中国北京的一个歌舞剧院，隶属于北京演艺集团，是北京市市属的唯一一家歌舞类专业表演院团。

## 历史
北京歌舞团成立于1978年。2004年8月10日，它转企改制，与1952年成立的北京市曲艺团合并，改名为北京歌舞剧院有限责任公司，是北京市继北京儿童艺术剧院之后第二家转企改制的文艺剧团。